# Eurypygimorphae
Eurypygimorphae é um clado de aves que reúne as ordens Phaethontiformes e Eurypygiformes, e que foi proposto com base estudos genéticos.